# اللغة الجيلاكية

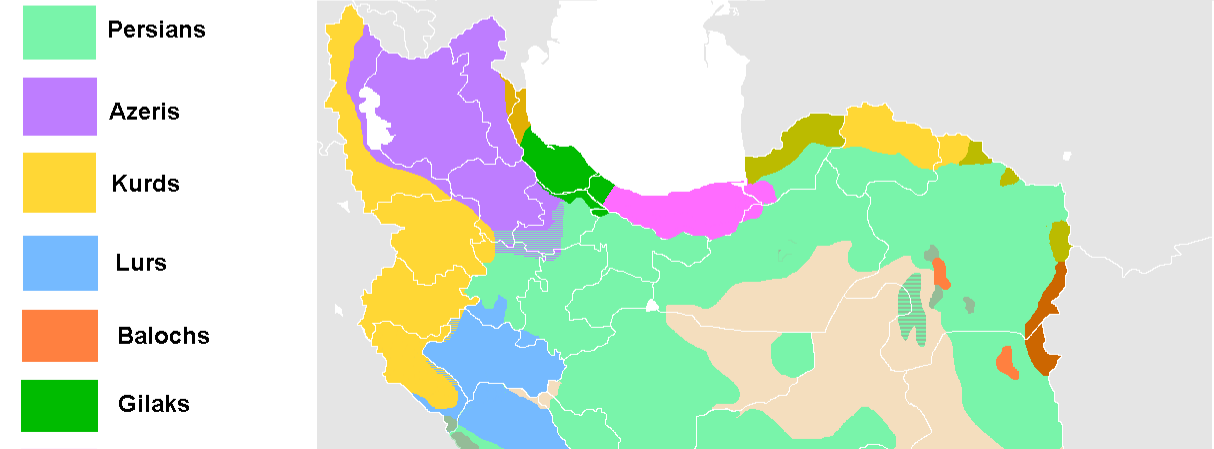

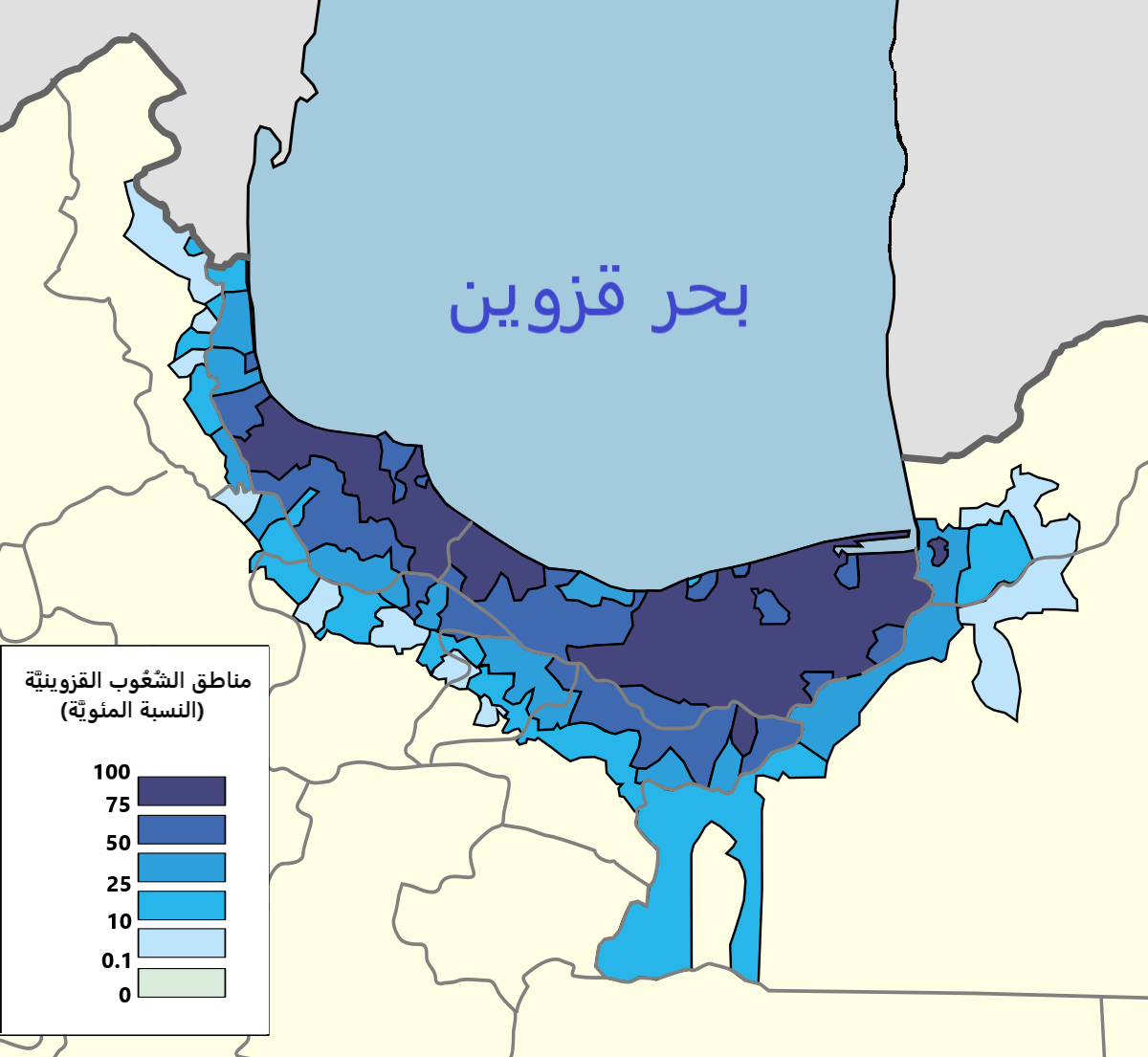

اللغة الجيلاكية (بالگيلكية: گيلکی) هي لغة إيرانية يتكلم بها أهل محافظة جيلان- محافظة مازندران في شمال إيران ومنها استمد اسم اللغة، وتكتب اللغة بحروف عربية، ويتحدث بها إيرانيو جيلان وأقلية في مدينة طهران، كما أن هناك نسبة كبيرة تتحدث بالجيلاكية في الولايات المتحدة الأمريكية[بحاجة لمصدر] ويتحدث بها المهاجرون. في المجمل يقدر عدد الناطقين بهذه اللغة بما بين 5 و 6 ملايين نسمة [بحاجة لمصدر].